# 568 Cheruskia
568 Cheruskia è un asteroide della fascia principale del diametro medio di circa 86,99 km. Scoperto nel 1905, presenta un'orbita caratterizzata da un semiasse maggiore pari a 2,8883997 UA e da un'eccentricità di 0,1645825, inclinata di 18,39591° rispetto all'eclittica.
Il suo nome è in onore ai Cherusci, un'antica tribù germanica.